# Wallace e Gromit
Wallace e Gromit são dois personagens fictícios criados por Nick Park e os protagonistas de uma franquia britânica composta por quatro curta-metragens e um longa-metragem de animação produzidos pela Aardman Animations. Wallace, um atrapalhado inventor, é um fanático por queijo e seu companheiro, Gromit, é um cachorro antropomórfico inteligente. Wallace foi dublado pelo ator veterano Peter Sallis até 2010, com Ben Whitehead assumindo a voz do personagem. Gromit é um personagem mudo, comunicando-se apenas por meio de expressões faciais e linguagem corporal. Os personagens são feitos de massinha modelada sobre armações de metal, e filmados com técnicas de stop motion e claymation.
Devido à sua popularidade, os personagens são considerados ícones internacionais da cultura britânica moderna e do próprio povo britânico. A BBC News os aponta como "umas das estrelas mais conhecidas e amadas a sairem do Reino Unido". O website inglês Icons afirmou que eles têm feito "mais para melhorar a imagem dos ingleses mundo afora do que qualquer oficialmente nomeado embaixador". Os curtas As Calças Erradas (1993) e Tosa Completa (1994) ganharam o Oscar de Melhor Curta de Animação e o longa A Batalha dos Vegetais (2005) ganhou o Oscar de Melhor Filme de Animação.
Em outubro de 2005, um incêndio destruiu o galpão da Aardman Animations e quase todos os tesouros valiosos de animação de Wallace e Gromit, entre eles: os modelos e os cenários dos curtas. Os modelos e cenários originais (assim como as cópias) e os seus dois Oscar foram salvos do incêndio por estarem na oficina da Aardman Animations. Os modelos e cenários de A Batalha dos Vegetais também foram salvos por estarem em exposições fora do galpão da Aardman. Nick Park comentou que embora a notícia do incêndio seja devastadora, o fogo não foi uma coisa muito horrível. Ele declarou: "Mesmo sendo uma coleção nostálgica e preciosa para a nossa companhia, à luz de outras tragédias, na verdade não foi coisa tão ruim". 

## Filmes
| Ano  | Filme                                          | Personagens                       |
| ---- | ---------------------------------------------- | --------------------------------- |
| 1989 | A Grand Day Out                                | Fogão                             |
| 1993 | The Wrong Trousers                             | Feathers McGraw                   |
| 1995 | A Close Shave                                  | Wendolene Preston Shaun           |
| 2005 | Wallace & Gromit: The Curse of the Were-Rabbit | Lady Togginton Victor Quatermaine |
| 2008 | A Matter of Loaf and Death                     | Piella Bakewell Fluffles          |

## Prêmios
| Ano  | Filme                                          | Indicação                                  | Resultado |
| ---- | ---------------------------------------------- | ------------------------------------------ | --------- |
| 1990 | A Grand Day Out                                | BAFTA de melhor curta-metragem de animação | Venceu    |
| 1991 | A Grand Day Out                                | Oscar de melhor curta-metragem de animação | Indicado  |
| 1994 | The Wrong Trousers                             | Oscar de melhor curta-metragem de animação | Venceu    |
| 1994 | The Wrong Trousers                             | BAFTA de melhor curta-metragem de animação | Venceu    |
| 1996 | A Close Shave                                  | Oscar de melhor curta-metragem de animação | Venceu    |
| 1996 | A Close Shave                                  | BAFTA de melhor curta-metragem de animação | Venceu    |
| 2006 | Wallace & Gromit: The Curse of the Were-Rabbit | Oscar de melhor filme de animação          | Venceu    |
| 2006 | Wallace & Gromit: The Curse of the Were-Rabbit | BAFTA de melhor filme britânico            | Venceu    |
| 2009 | A Matter of Loaf and Death                     | Oscar de melhor curta-metragem de animação | Indicado  |
| 2009 | A Matter of Loaf and Death                     | BAFTA de melhor curta-metragem de animação | Venceu    |